# Sint-Joriskerk (Oeversee)
De Sint-Joriskerk (Duits: Sankt Georg-Kirche) is een protestants kerkgebouw uit de 12e eeuw in de Duitse plaats Oeversee, Sleeswijk-Holstein. De kerk is een veldsteenkerk.

## Geschiedenis

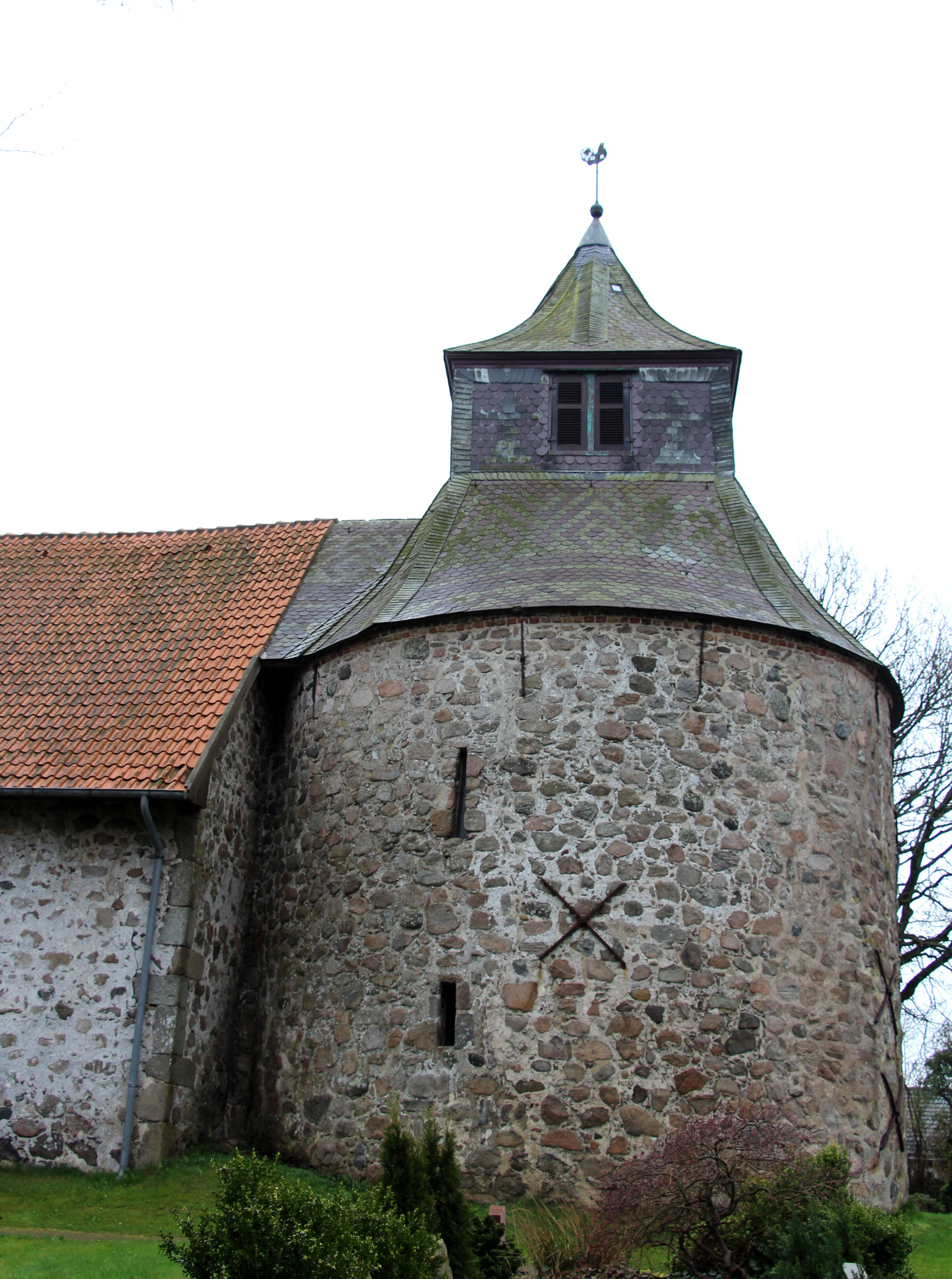
Ronde toren met schietgaten

De kerk van Oeversee behoort tot de vroegste kerkgebouwen in de Deense Mark, het latere hertogdom Sleeswijk. De vermoedelijk tijdens de amtsperiode van bisschop Adelbert (1120-1135) gebouwde kerk werd gewijd aan Sint-Joris. De karakteristieke massieve toren van de kerk met schietgaten wijst op de oorspronkelijke functie van weerkerk. De toegang tot het kerkschip door de toren werd later dichtgemetseld en pas in 1931 weer heropend. Tot dan betraden de mannen de kerk door het zuiderportaal en de vrouwen door het tegenwoordig half dichtgemetselde noorderportaal. In de 18e eeuw kreeg de toren de huidige barokke helm.
Soortgelijke ronde torens als van de Sint-Joriskkerk bleven ook bewaard van de Sint-Laurentiuskerk in Kosel en de Catharinakerk in Süderstapel. Al deze kerken lagen langs de Ossenweg (Ochsenweg), de weg die Scandinavië met de rest van Europa verbond en ook door pelgrims op reis naar Rome (stad), Jeruzalem en Santiago de Compostela werd benut.
Oorspronkelijk was de kerk een eenvoudig gebouw van veldstenen, waarvan zowel het koor als het kerkschip een vlakke zoldering kenden. Op beide zijden van het kerkschip bevonden zich drie kleine, hooggelegen vensters, die later dichtgemetseld werden. In de noordelijke muur is een van de vensters nog te zien. In plaats van deze kleine vensters werd in de zuidelijke muur één groot vensters ingebouwd. In het koor bevinden zich nog de kleine romaanse vensters.
Het koor kreeg in 1497 gewelven, het kerkschip volgde rond 1530. Alle gewelven werden beschilderd, die vervolgens in 1620 werden overgekalkt. Bij een renovatie in 1965 werden ze weer herontdekt en gerestaureerd. In het koor zijn ranken, groteske koppen en een laatgotische maansikkelmadonna te zien. Het kerkschip toont naast rankenwerk een voorstelling van de doop van Christus en achter het orgel een voornaam echtpaar. Soortgelijke muurbeschilderingen bleven ook bewaard in de Johanneskerk te Flensburg.

## Inrichting
Het oudste kerkmeubilair wordt gevormd door het altaar en het doopvont, die tegelijkertijd met de bouw van de kerk werden gemaakt. Ze zijn van kalksteen en werden uit Gotland geïmporteerd. Het doopvont werd later door een rococo-doopvont vervangen en diende eeuwenlang als bloembak, totdat het in 1965 van een nieuwe voet werd voorzien en terugkeerde in de kerk. De barokke altaaropzet uit 1736 bevindt zich sinds de renovatie in 1965 aan de noordelijke muur van het kerkschip.
Het triomfkruis dateert uit de periode dat de kerk van gewelfschildering werd voorzien. Twee houten beelden uit dezelfde periode van Johannes de Doper en de heilige Joris bevinden zich tegenwoordig in Slot Gottorf.
De kansel werd in het begin van de 17e eeuw geplaatst en gemaakt in het atelier van de houtsnijder Heinrich Ringerinck in Flensburg. De reliëfs op de kansel, tussen beeltenissen van vrouwen die deugden symboliseren, stellen scènes uit het leven van Jezus voor en worden begeleid door Latijnse Bijbelteksten.

## Afbeeldingen

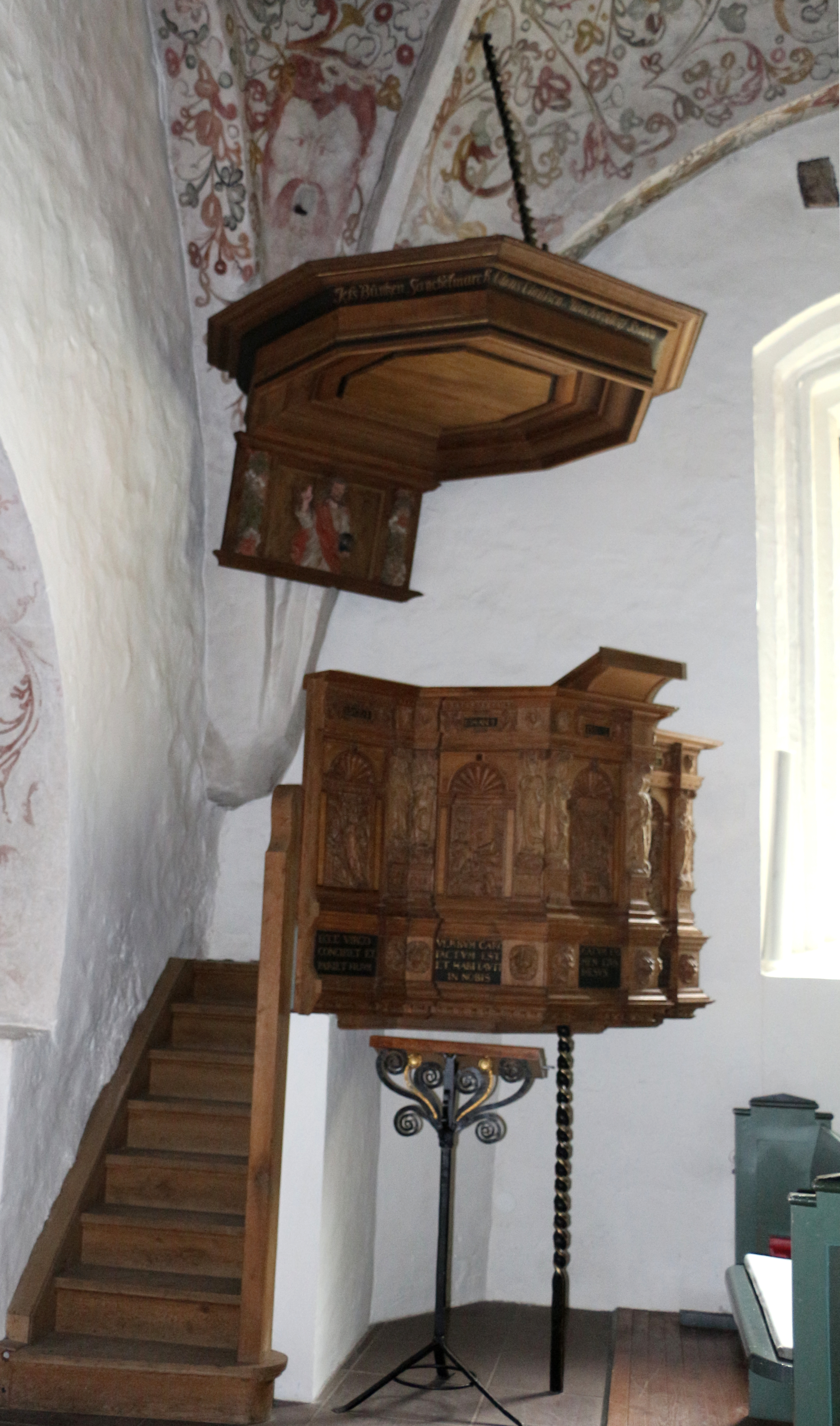
Kansel
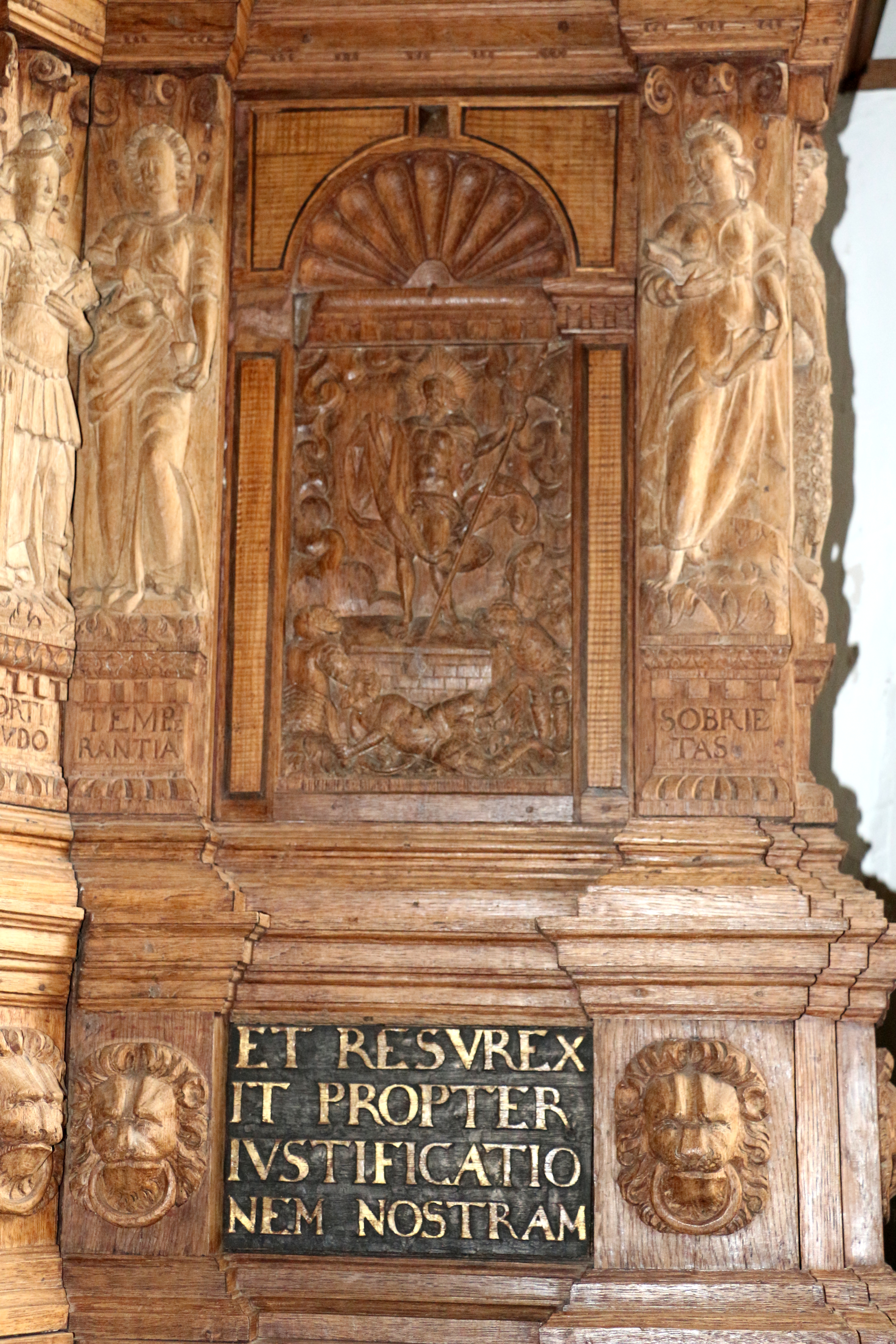
Reliëf Opstanding aan de  kansel
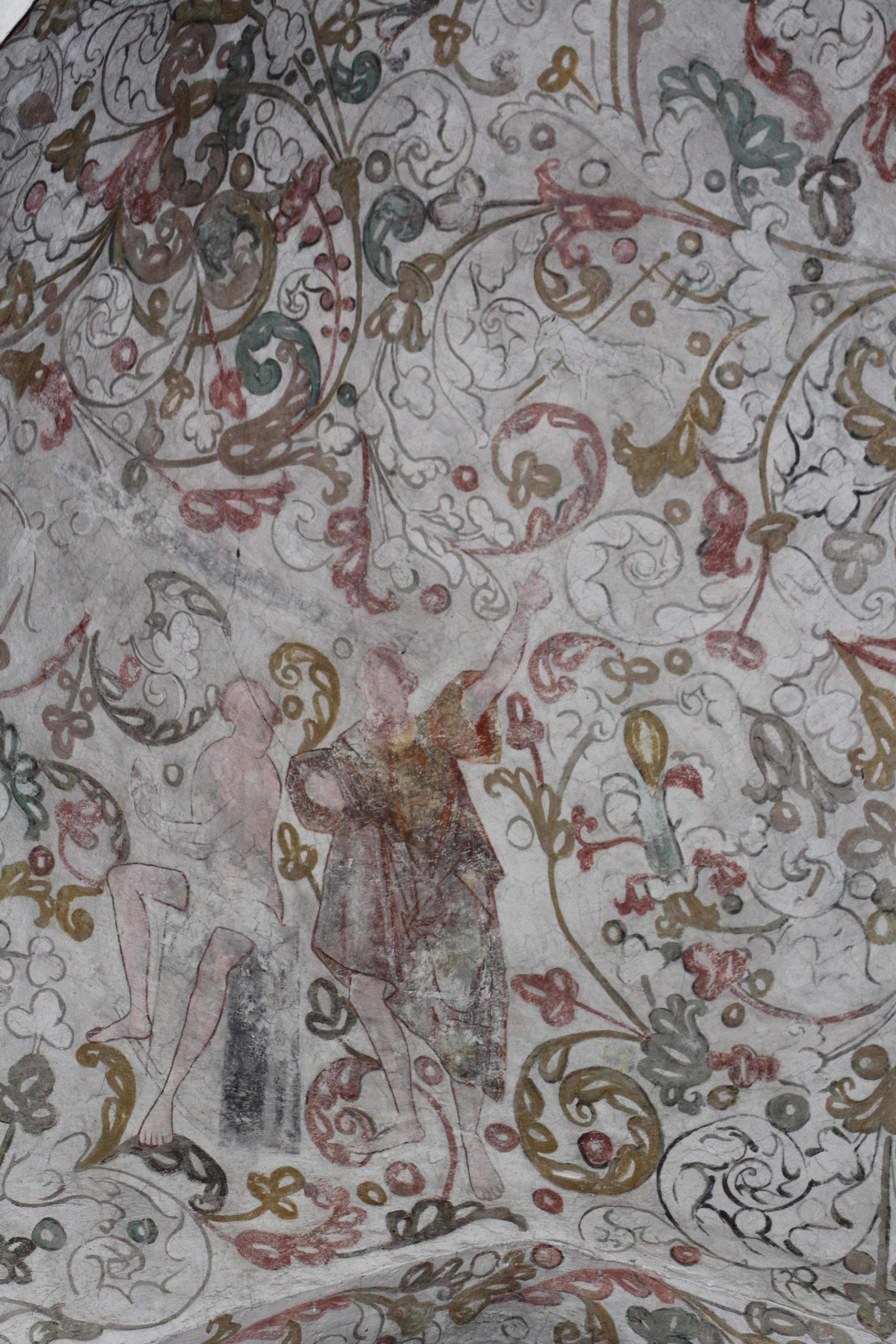
Gewelfbeschildering
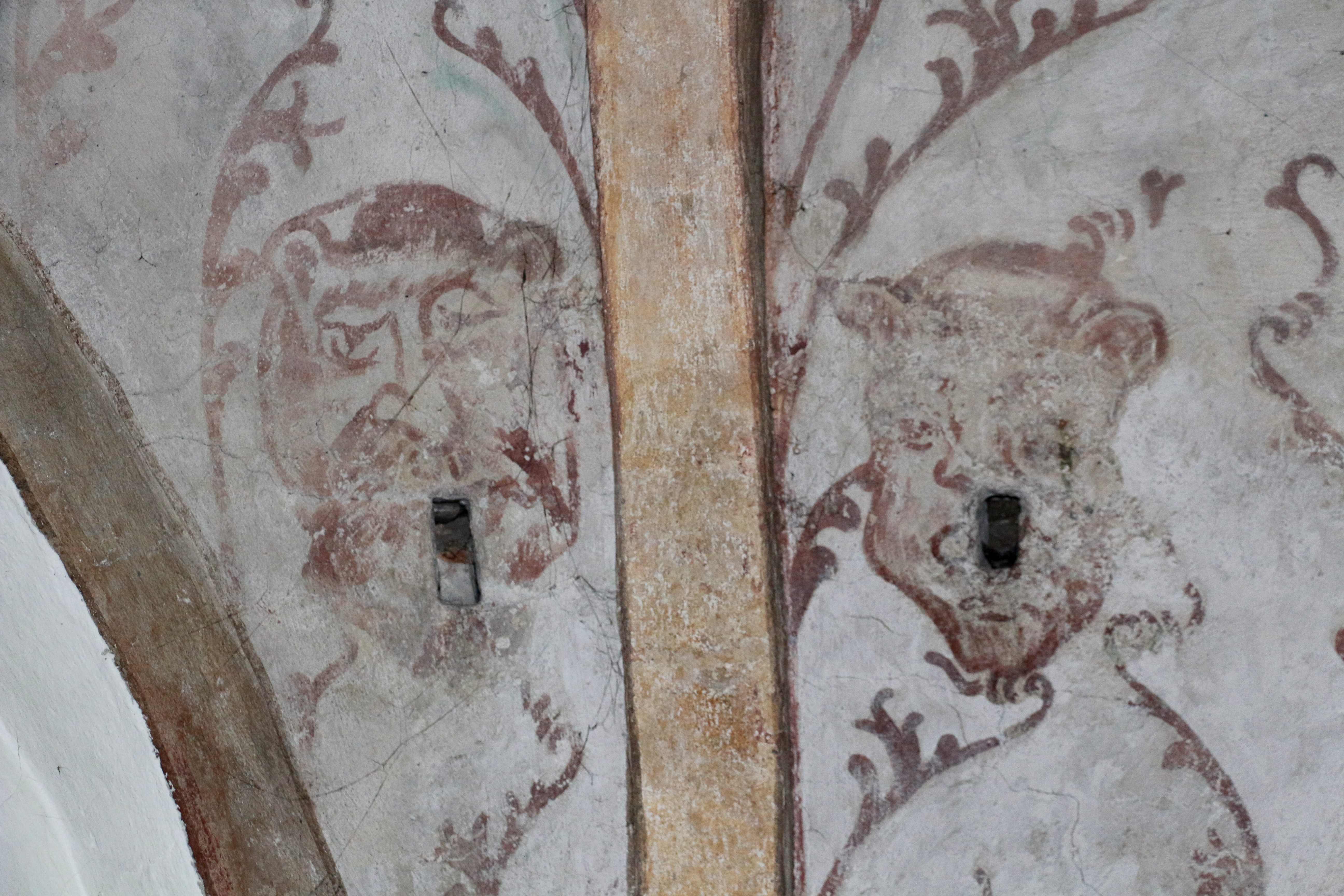
Muurbeschildering (detail)
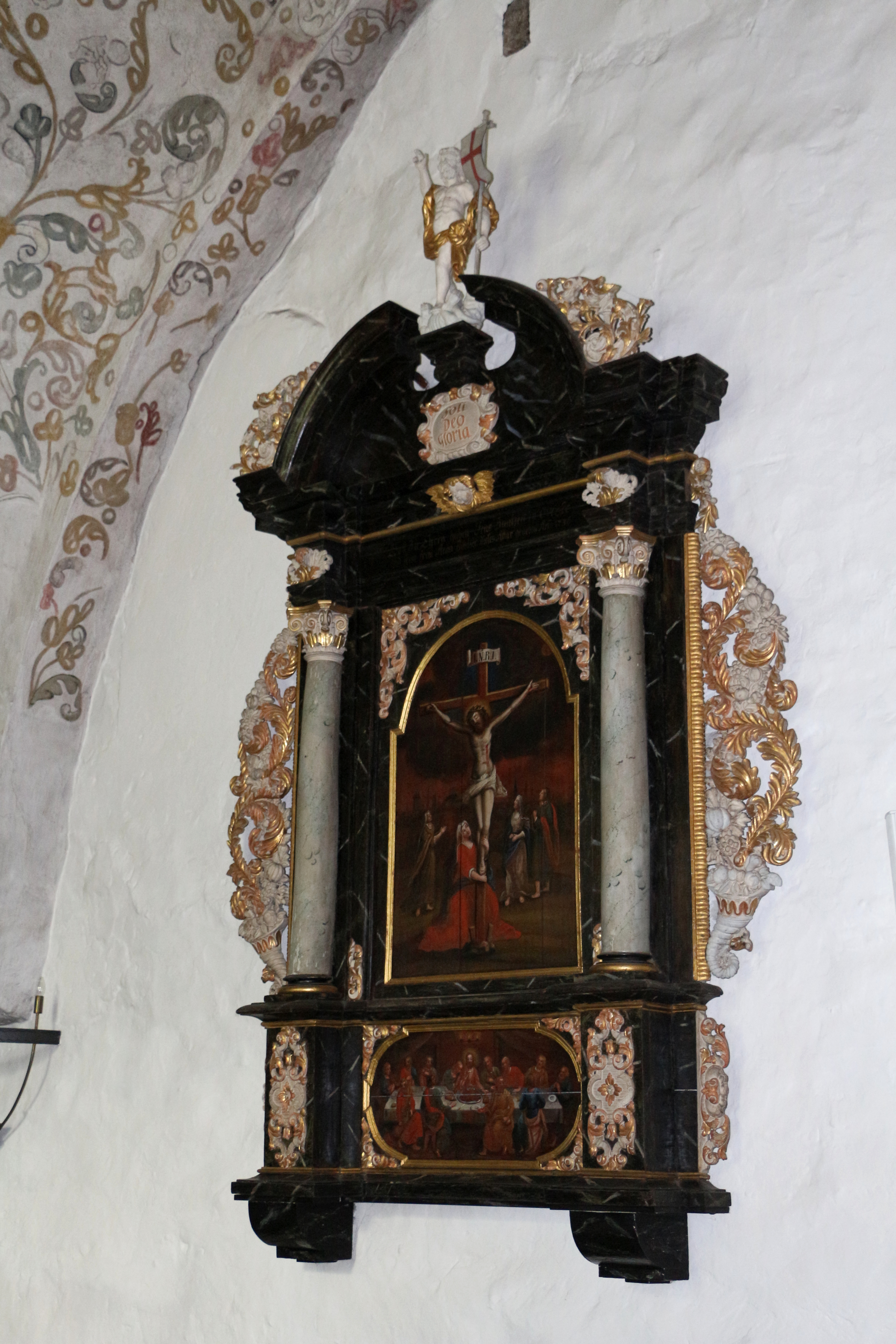
De oorspronkelijk barokke altaaropzet
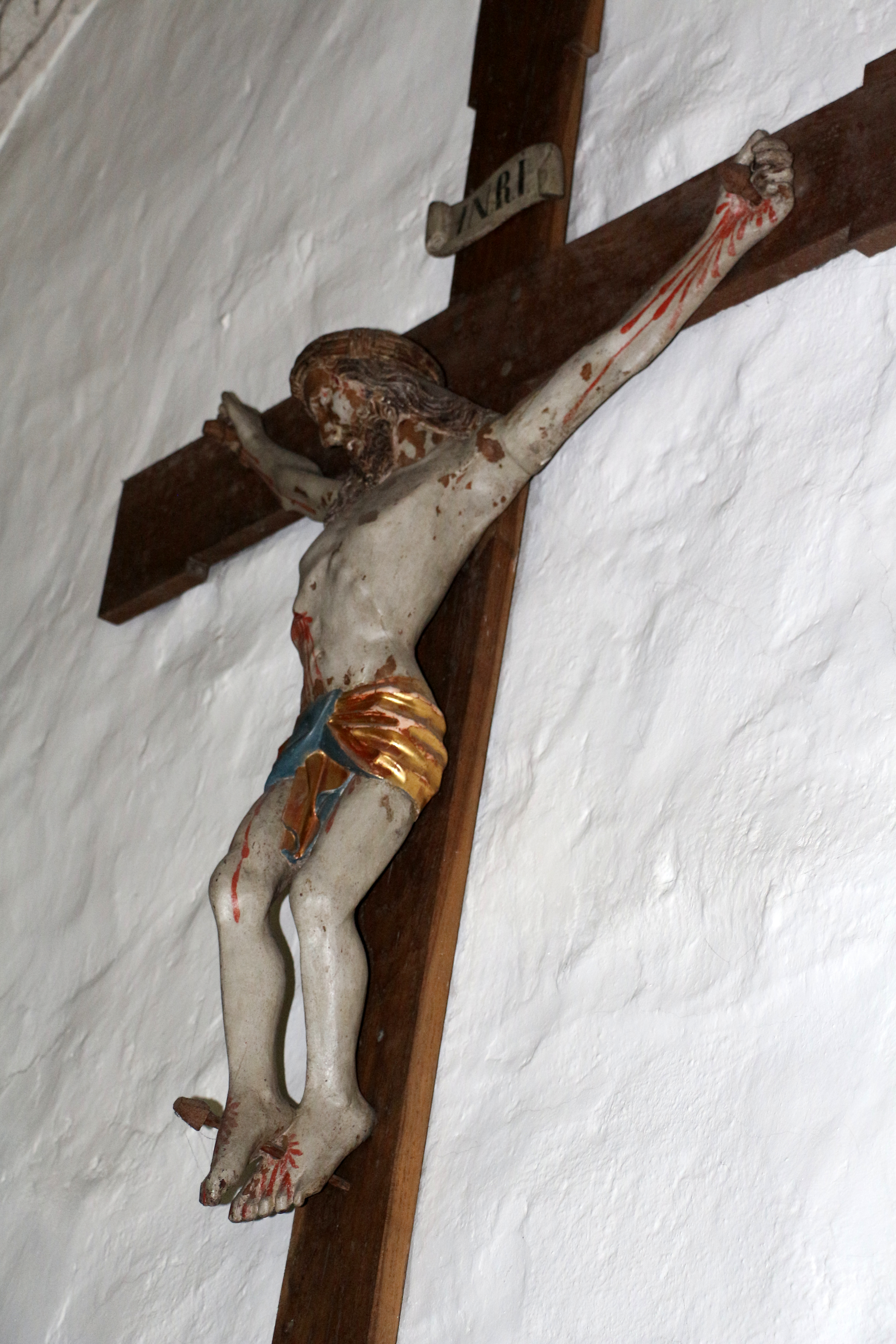
Triomfkruis